# Brisas del Torbes
Brisas del Torbes es un bambuco tachirense compuesto por el músico venezolano Luis Felipe Ramón y Rivera en 1939 en la ciudad de San Cristóbal (Venezuela). 
La lírica de la canción retrata parte del paisaje tachirense y hace referencia alegórica a aspectos relativos a la zona que rodea al Río Torbes en su paso por el valle de la ciudad San Cristóbal.
El tema ha sido interpretado y grabado por múltiples artistas y orquestas entre los que cabe mencionar: Simón Díaz, Julio Jaramillo, Mariachi Vargas, el tenor Alfredo Sadel, La Rondalla Venezolana, Mirla Castellanos,  Alexander Gómez. Antología Andina, la Orquesta Sinfónica Venezuela, Huáscar Barradas y muchos otros.
Es la composición más difundida del autor, y es considerada como un himno del gentilicio andino en el Táchira.